# Chelycypraea testudinaria
Espèce
Synonymes
- Cypraea testudinaria Linnaeus, 1758

Chelycypraea testudinaria est une espèce de mollusques gastéropodes de la famille des Cypraeidae, et du genre Chelycypraea.

## Répartition
- Répartition : indo-pacifique.

## Synonymie
- Cypraea testudinaria Linnaeus, 1758 (basionyme)